# Hermann Flohn
Hermann Flohn (né le 19 février 1912 à Francfort-sur-le-Main et mort le 23 juin 1997 à Bonn) était un météorologue et "un des plus grands climatologues du monde". Il a produit environ 360 publications scientifiques et était membre de nombreuses sociétés scientifiques telles que l'Académie bavaroise, l'Académie Leopoldine, l'Académie des sciences de New York et l'Académie royale de Belgique.

## Biographie
Après avoir obtenu son diplôme d'études secondaires, Flohn a commencé à étudier la géographie, la météorologie, la géophysique et la géologie à l'Université Johann Wolfgang Goethe de Francfort et à l'Université d'Innsbruck. Après avoir terminé son doctorat en 1934 sur un sujet de géomorphologie, il travaille à partir de 1935 comme officier adjoint au Service météorologique du Reich, entre autres avec Karl Knoch . De 1938 à 1939, il dirige le Centre de recherche bioclimatique de Bad Elster. Après avoir terminé son habilitation en 1941, Flohn a travaillé comme conseiller du gouvernement pour le service météorologique au haut commandement de la Luftwaffe. Après la guerre, il est prisonnier de guerre jusqu'en avril 1946.
Après sa libération, il travaille à partir de mai 1946 pour le Service météorologique allemand dans la zone d'occupation américaine, qui devient le Service météorologique allemand en 1952. De 1958 à 1961, il dirige le département de la recherche avec le rang de directeur du gouvernement.
En 1961, il accepta une offre de la Rheinische Friedrich-Wilhelms-Universität de Bonn et devint directeur de l'Institut météorologique nouvellement fondé puis pris sa retraite en 1977. En tant que professeur émérite, il est resté lié à l'institut et a travaillé sur de nombreux projets.

## Travaux de recherche

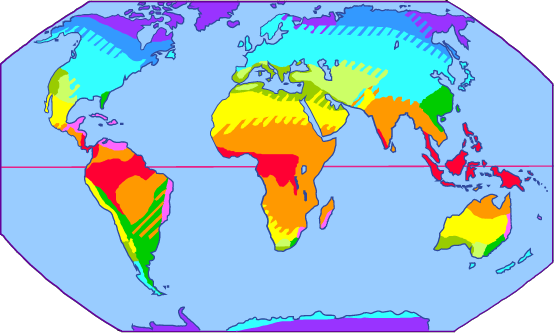
Classification climatique par E. Kupfer sur la base de Flohn.

Dès 1941, il avait formulé l'un des sujets les plus importants de la recherche climatique actuelle : « Cependant l'activité humaine devient ainsi la cause d'un changement climatique à l'échelle de la planète, dont personne ne peut prévoir l'importance future ». La recherche sur la dynamique du système climatique est également devenue l'un des axes de ses activités et il a proposé une classification climatique de base . Il a travaillé également sur la circulation générale de l'atmosphère, les vents subtropicaux (jets) dans la haute troposphère, la météorologie tropicale et les climats de mousson.
Flohn jouit d'une grande reconnaissance dans la recherche sur le climat et est également considéré internationalement comme l'un des climatologues les plus importants de l'après-guerre. Dans The Encyclopedia of World Climatology, publié en 2005, Flohn est décrit comme « l'un des plus grands climatologues du monde ».

## Récompenses
Flohn a reçu de nombreuses distinctions - également internationales -, par exemple en 1973 la Grande Croix du Mérite de la République fédérale d'Allemagne  et en 1983 la Médaille Alfred Wegener de la Société météorologique allemande. En 1991, il devient membre de l'Académie des sciences de New York et, en 1993, il reçoit le prix d'État de l'État de Rhénanie du Nord-Westphalie . En 1961, il est élu membre correspondant de l'Académie bavaroise des sciences.  Depuis 1966, il est membre de la Leopoldina, dont il reçoit la médaille Cothenius en 1985.

## Sélection de publications
- Flohn H. 1941 : Die Tätigkeit des Menschen als Klimafaktor. Z. f. Erdkunde, 9, 13-22.
- La vie sur une Terre plus chaude - Conséquences climatiques possibles du réchauffement climatique d'origine humaine, 1981.
- Conséquences climatiques possibles d'un réchauffement climatique d'origine humaine, 1980.
- Flohn H. 1954 : Witterung und Klima in Mitteleuropa, 2. Auflage. Forschungen zur Deutschen Landeskunde, 78, S. Hirzel Verlag, Stuttgart, S. 214.
- Flohn H. 1968: Contributions to a meteorology of the Tibetan highlands In: Atmospheric Science Paper 130, Colorado State University, Fort Collins, Colorado, 120 p.
- Flohn H. 1968 : Le temps et le climat. L´Univ. Connaissances, Hachette, Paris.
- Flohn H. 1968 : Clima y tiempo. Biblioteca para el Hombre Actual, Ediciones Guadarrama, Madrid.
- Flohn H. 1969 : Climat et Météo. Univ. Mondiale Bibliothèque, McGraw Hill, New York.
- Flohn H. 1969 : Systèmes éoliens locaux. Dans : Enquête mondiale sur la climatologie, vol. 2, Climatologie générale 2, Elsevier, Amsterdam, 139-171.
- Flohn H. 1971 : Arbeiten zur allgemeinen Klimatologie. 315 S. Wiss. Buchges., Darmstadt.
- Flohn H., Fantechi R. 1984 : Le climat de l'Europe : passé, présent et futur. D. Reidel Publ. Comp., Dordrecht.
- Flohn H. 1985 : Das Problem der Klimaänderungen in Vergangenheit und Zukunft. Erträge der Forschung, Bd. 220, Wiss. Buchges., Darmstadt.
- Flohn H. 1977 : Climat et énergie : Un scénario pour un problème du 21e siècle. Changement climatique, 1, 5-20
- Flohn H. 1979 : La climatologie en tant que science géophysique. Climate Monitor, Édition spéciale, mars 1979, Hubert Lamb - Professeur émérite, 10-18. (Gewidmet H. Lamb zum 65. Geburtstag)
- Flohn H. 1979 : Bilan sommaire et quelques réflexions sur les évolutions climatiques futures. In: NES Colleque International: Evolution des Atmosohères Planetaires et Climatologie de la Terre, Nice 16-20 Oct. 1978, 569-574.
- Flohn H. 1979 : Conséquences climatiques possibles d'un réchauffement climatique d'origine humaine. Dans : Document de travail, Internat. Institute for Applied Systems Analysis, Laxenburg, Autriche, WP 79-86 (XI + 103 p). (auch in Internat. Institute for Applied Systems Analysis, Laxenburg, Autriche, RR-80-30, décembre 1980)
- Flohn H. 1980 : Impact croissant de l'homme sur le climat : processus atmosphériques. In : N. Polunin (dir.) : Croissance sans écocatastrophe ? Proc. 2ème Stagiaire. Conf. Avenir environnemental. Reykjavik, juin 1977, MacMillan Press, Londres, 31-44. (Discussion 45-59)
- Flohn H. 1980 : Conséquences climatiques possibles d'un réchauffement climatique d'origine humaine. Dans : R. Kavanagh (Ed.) : Analyse du système énergétique. Proc. Interne. Conf. Dublin, 9-11 octobre 1979, D. Reidel Publ. Comp., Dordrecht, 558-568. (1981 : La vie sur une Terre plus chaude, Conséquences climatiques possibles du réchauffement climatique d'origine humaine. Executive Report 3, basé sur les recherches de H. Flohn, Intern. Inst. for Applied System Analysis IIASA, Laxenburg, Autriche, pp. 59. )